# ジョン・シール
ジョン・シール（John Seale, 1942年10月5日 - ）はオーストラリア・クイーンズランド州出身の映画撮影監督。

## 来歴
ピーター・ウィアー監督作品などで経験を積み、近年はアンソニー・ミンゲラ作品を手がけている。1996年の『イングリッシュ・ペイシェント』でアカデミー撮影賞を受賞。

## 主な作品
- 刑事ジョン・ブック 目撃者 Witness (1985)
- ヒッチャー The Hitcher (1985)
- モスキート・コースト The Mosquito Coast (1986)
- 愛は静けさの中に Children of a Lesser God (1986)
- 張り込み Stakeout (1987)
- 愛は霧のかなたに Gorillas in the Mist: The Story of Dian Fossey (1988)
- レインマン Rain Man (1988)
- いまを生きる Dead Poets Society (1989)
- ザ・ファーム 法律事務所 The Firm (1993)
- ザ・ペーパー The Paper (1994)
- アメリカン・プレジデント The American President (1995)
- イングリッシュ・ペイシェント The English Patient (1996)
- シティ・オブ・エンジェル City of Angels (1998)
- リプリー The Talented Mr. Ripley (1999)
- パーフェクト ストーム The Perfect Storm (2000)
- ハリー・ポッターと賢者の石 Harry Potter and the Sorcerer's Stone (2001)
- ドリームキャッチャー Dreamcatcher (2003)
- コールド マウンテン Cold Mountain (2003)
- スパングリッシュ 太陽の国から来たママのこと Spanglish (2004)
- ポセイドン Poseidon (2006)
- プリンス・オブ・ペルシャ/時間の砂 Prince of Persia: The Sands of Time (2010)
- ツーリスト The Tourist (2010)
- マッドマックス 怒りのデス・ロード Mad Max: Fury Road (2015)

## 監督作品
- ゴールド・レイダース TILL THERE WAS YOU (1990)